# كونر واشينغتن
كونر جيمس واشينغتن ((بالإنجليزية: Conor Washington)‏؛ مواليد 18 مايو 1992) هو لاعب كرة قدم يجيد اللعب كمهاجم مع نادي كوينز بارك رينجرز و‌منتخب أيرلندا الشمالية لكرة القدم.

## وصلات خارجية
- كونر واشينغتن على موقع الاتحاد الأوربي (الإنجليزية)
- كونر واشينغتن على موقع قاعدة بيانات كرة القدم.إي يو (الإنجليزية)
- كونر واشينغتن على موقع ناشيونال فوتبول تيمز (الإنجليزية)
- كونر واشينغتن على موقع Soccerbase.com (لاعب) (الإنجليزية)
- كونر واشينغتن على موقع Soccerway.com (الإنجليزية)
- كونر واشينغتن على موقع عالم كرة القدم.نت (الإنجليزية)
- كونر واشينغتن على موقع AS.com (الإسبانية)